# Outdoor-Sport
Als Outdoor-Sport (auch Freiland-, Freiluft- oder Natursport) wird jede selbst bestimmte Bewegungshandlung in der freien Landschaft bezeichnet, die eine Auseinandersetzung mit der Natur oder mit sich selbst in der Natur ermöglicht.
Outdoor-Sport ist nicht zwangsläufig gleichbedeutend mit natur- und landschaftsverträglichem Sport.

## Geschichte
Durch die immer größere Standardisierung im Sport ist als Gegenbewegung der Outdoor-Sport immer wichtiger worden. Natursport ist ein noch relativ junger Begriff der deutschen Sprache. Erste wissenschaftliche Verwendungen lassen sich in Examens- und Diplomarbeiten Mitte/Ende der 1980er Jahre ausmachen, so etwa zum didaktischen Stellenwert des Skifahrens oder zum Konfliktfeld zwischen Naturschutz und Sport am Beispiel des Kanusports. Regelmäßige Verwendung findet der Begriff seit Ende der 1990er Jahre.
Als verwandte Bezeichnungen wurden und werden zum Teil noch heute Abenteuer- oder Freiluftsport verwendet. Hiermit ist auch ein Rückgriff auf Sportarten aus alter Zeit verbunden.
Den Outdoor-Sportarten zuzurechnen sind auch einige Funsport- und Trendsportarten, z. B. Windsurfen und Wellenreiten, sowie Extremsportarten (z. B. Freeclimbing).

## Motivationen
Die Motivationen von Natursportlern sind sportartspezifisch zu betrachten; sie können folgenden Kategorien zugeordnet werden:
- Erlebnis einer schönen Landschaft, Naturerleben, Beobachten von Wildtieren
- Steigerung der Fitness in einer schönen Umgebung
- Erleben von Bewegung
- Erholung und Entspannung
- Spaß
- Selbstüberwindung, Abenteuer, Nervenkitzel bzw. Risiko
- Alltagsflucht
- Gemeinschaftserlebnis
- umweltfreundlichen Tourismus („Ökotourismus“) praktizieren – darum Fortbewegung zum Beispiel zu Fuß oder per Fahrrad

## Typische Natursportarten
Landgebundener Sport
- Wandern, Trekking
- Klettern, Bergsteigen
- Fahrradfahren, insbesondere Mountainbiking und Fahrradtourismus
- Laufsport
- Orientierungslauf
- Reiten
- Swingolf
- Feldbogensport
- Urban Exploration

Luftsport
- Ballonfahrt
- Gleitschirmflug, Hängegleiter
- Modellflug
- Segelflug
- Fallschirmspringen

Wassersport
- Canyoning
- Kanusport, insbesondere Wasserwandern
- Modellboote
- Rafting
- Rudern
- Segeln
- Sporttauchen
- Windsurfen
- Wellenreiten
- Wildwasser

Wintersport
- Skifahren
- Skilanglauf
- Snowboard
- Rodeln
- Eislaufen
- Schneeschuhwandern
- Skibergsteigen

Andere Freizeitaktivitäten (=naturnahe Freizeit- und Erholungsaktivitäten, die sich nicht direkt einer bestimmten Sportart zuordnen lassen)
- Grillen und Picknick
- Camping
- Geocaching
- OpenStreetMap
- Angeln
- Jagd
- Lenkdrachenfliegen
- Naturbeobachtung (Vogelbeobachtung, Walbeobachtung)
- Parkour
- Hundesport
- Survival
- Bushcrafting
- Amateurfunk (Amateurfunkpeilen, Portabelbetrieb, Summits on the Air, World Wide Flora & Fauna)

## Natursport und Naturschutz
Natursportaktivitäten können zu starken Belastungen in Natur und Landschaft führen. Durch die starke Zunahme der Natursportaktivitäten seit den 1980er Jahren kommt es daher vermehrt zu Konflikten zwischen Natursportlern und dem Naturschutz; vor allem um einzelne Landschaften bzw. Lebensräume, die besonders attraktiv für Sport und Erholung sind und die besonders empfindlich und/oder schutzwürdig sind. Die potenziell konfliktträchtigen Gebiete haben mindestens eines der folgenden Merkmale:
- Hoher Grad von Naturnähe und Empfindlichkeit
- Vorkommen seltener Tier- und Pflanzenarten (Arten der Roten Liste)
- Ökologische Vielfalt / hohe Dichte ökologischer Nischen
- Seltenheit und Repräsentanz für einen Landschafts- bzw. Biotoptyp
- Hohe Schutzfunktion für bestimmte ökologische Potenziale wie Pufferzone, Trinkwasserschutzgebiet oder Schutzwald

Besonders betroffen sind Gebirge als Rückzugsgebiet für viele seltene Tiere und Pflanzen sowie Feuchtgebiete und Küstenzonen als Laich- und Brutplätze für Wasservögel, Amphibien und andere Tiere.
Mit unterschiedlichen Lösungsansätzen und Strategien wird erreicht, dass einerseits Natursportaktivitäten ausgeübt und andererseits Beeinträchtigungen für Natur und Landschaft vermieden bzw. gemindert werden können:
- Planerische Strategien: Schaffung von Infrastrukturen bzw. Anlagen, Gebietsentwicklungskonzeption, Infrastrukturelle Lenkung
- Persuasive Strategien: Vereinbarungen, Patronagen, Information/Aufklärung, Appelle zur Selbstbeschränkung, Kodizes, Anreiz/Stimulation, Ausbildung/Weiterbildung von Multiplikatoren, Umweltbildung/Erziehung
- Normenstrategien: Verbote, Gebote/Schutzverordnungen

## Naturverträglicher Sport
Der Beirat für Umwelt und Sport im deutschen Bundesministerium für Umwelt, Naturschutz und Reaktorsicherheit hat im September 2001 eine fachliche Erläuterung zu natur- und landschaftsverträglichem Sport herausgegeben.
Demnach dient Sport in Natur und Landschaft der Erholung und ist natur- und landschaftsverträglich, wenn die Vorgaben des deutschen Bundesnaturschutzgesetzes eingehalten werden. Dort heißt es im § 4 u. a., dass man sich so zu verhalten habe, „dass Natur und Landschaft nicht mehr als nach den Umständen unvermeidbar beeinträchtigt werden“.
Dagegen sei Sport nicht natur- landschaftsverträglich, wenn er:
- den zum Schutz von Biotopen und Tier- und Pflanzenarten erlassenen rechtlichen Vorschriften widerspricht,
- erheblich die Vielfalt, Eigenart und Schönheit von Natur und Landschaft beeinträchtigt und den Erlebnis- und Erholungswert mindert,
- durch Lärm oder andere Einflüsse die Erholungsfunktion der Landschaft erheblich stört,
- Stoffeinträge oder physikalische Belastungen verursacht, welche die Kraft zur Selbstregulation des betroffenen Ökosystems übersteigen,
- wildlebende Tiere so stört, dass Auswirkungen auf die Reproduktion und Stabilität der betroffenen Populationen zu vermuten sind,
- den Lebensraum von heimischen Tieren und Pflanzen so verändert, dass diese in ihrem Fortbestand gefährdet werden oder
- mittels Verbrennungsmotoren erfolgt.

## Bekleidung
Natursport wird typischerweise in Funktionsbekleidung, sogenannter Outdoor-Bekleidung, praktiziert. Diese Bekleidung wird von vielen auch im Alltag getragen. Der Branchenverband European Outdoor Group schätzt, dass in Europa 2010 Outdoorbekleidung im Wert von etwa 6 Milliarden Euro verkauft wird. Jedoch wird Funktionsbekleidung wegen schädlicher Chemikalien kritisiert.